# 席世国
席世国（1954年—）河南信阳人，原海南省人民政府办公厅副处级助理调研员，后被人民法院以为境外窃取、非法提供国家秘密罪判处无期徒刑。

## 生平
1972年加入中国人民解放军，历任战士、排长、副连长、正连职参谋，1976年加入中国共产党，在对越自卫反击战中负伤立功。1981年转业回信阳。后任信阳市劳动人事局副局长。1992年出任信阳市驻海南办事处主任。
由于席世国和海南省人民政府副秘书长林克昌的妻子是同乡，1993年2月11日，席世国被林克昌调入海南省人民政府办公厅工作，1995年7月被林克昌提升为海南省人民政府办公厅三处副处级助理调研员。
1996年6月，席世国结识了自称从事汽车配件生意的中华民国国防部军事情报局间谍熊天军。此后两人频繁交往。1996年10月14日，由中华民国国防部军事情报局出钱，席世国参加旅行团经香港到泰国、马来西亚、新加坡。两天后，在泰国曼谷一家酒店同中华民国国防部军事情报局官员“杨总”、“李总”会面。自1996年7月至1997年3月间，席世国通过熊天军为中华民国国防部军事情报局窃取、非法提供绝密、机密、秘密级文件及其他内部文件近百份，内容包括政治、经济、国家安全等方面。为此，席世国先后领取中华民国国防部军事情报局支付的酬金美元4300元、台币14万元、人民币6600元及其他酬物。
1997年3月，熊天军被海南省国家安全机关抓获，熊天军随即供出席世国。1997年3月18日，海南省国家安全机关将席世国逮捕。海南省中级人民法院审理后认为，席世国身为国家机关工作人员，所犯罪行特别严重，情节特别恶劣，严重危害国家安全和利益，于1999年6月一审公开宣判。此前，中共海南省纪委和海南省监察厅已分别作出决定，开除席世国的中国共产党党籍和公职。1999年8月30日，海南省高级人民法院作出终审判决，席世国被以为境外窃取、非法提供国家秘密罪判处无期徒刑，剥夺政治权利终身。1999年6月，中共海南省纪委和海南省监察厅对有关领导管理失职作出处理决定，海南省人民政府原副秘书长林克昌被撤销党内和行政职务，其他7位负有责任的领导也分别受处分。